# Auguste Autin
Pour les articles homonymes, voir Autin.
Stanislas Auguste Autin, né à Harfleur le 24 septembre 1809 et mort dans la même ville le 5 avril 1889) est un photographe français actif en Normandie.

## Biographie
Auguste Autin est actif à Caen de 1855 à 1864 et au Havre dans les années 1840, puis de 1864 à 1871. Il est membre de la Société française de photographie et pratique la photographie de paysage ainsi que la photographie de portrait.
Il meurt le 5 avril 1889 à Harfleur.

## Collections

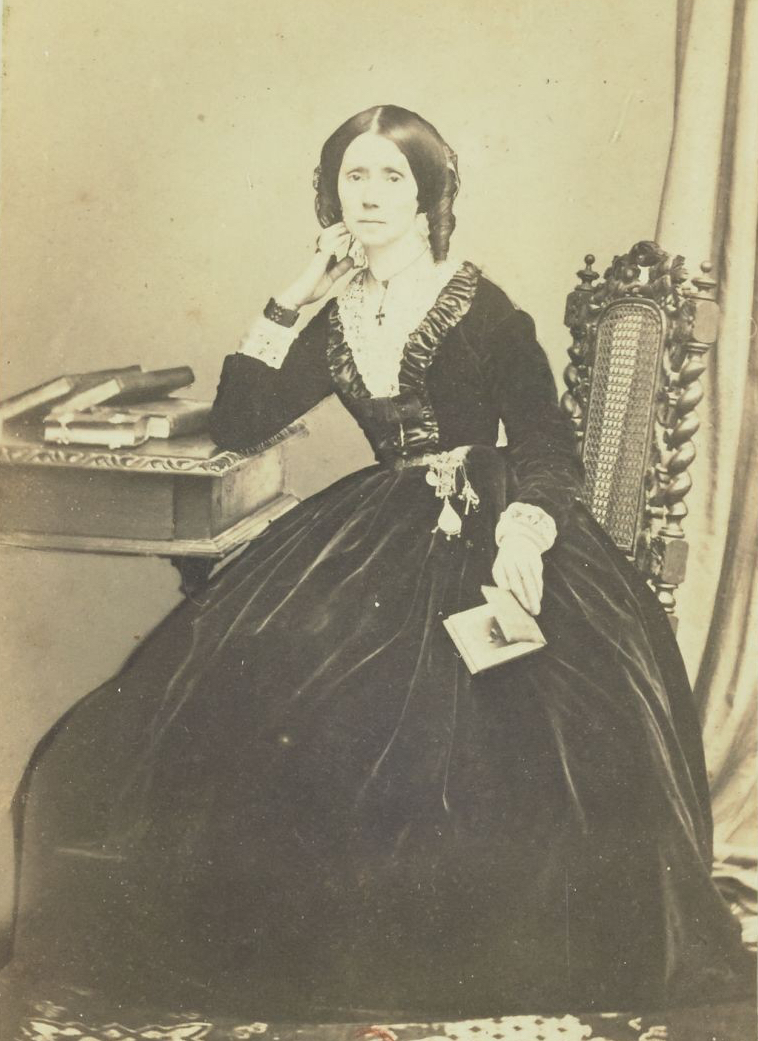
La comtesse du Tillet.

- Archives départementales du Calvados, Caen[5],[6].
- Bibliothèque nationale de France, Paris[7].
- Musée d'Orsay, Paris[2].

## Expositions collectives
- 19 septembre 2012 - 6 janvier 2013 : Le Cercle de l'art moderne : collectionneurs d'avant-garde au Havre, Musée du Luxembourg, Paris[8].
- 25 mai - 22 septembre 2024 : Photographier en Normandie, 1840-1890 : un dialogue pionnier entre les arts, Musée d'Art moderne André-Malraux (MuMa), Le Havre[9].